# Libnotes (Libnotes) trifasciata
Libnotes (Libnotes) trifasciata is een tweevleugelige uit de familie steltmuggen (Limoniidae). De soort komt voor in het Oriëntaals gebied.